# 壬生川站
壬生川站（日语：／ Nyūgawa eki */?）是位在日本愛媛縣西条市、隸屬於四國旅客鐵道（JR四國）的鐵路車站。車站編號為Y36，是未合併入西條市前的東予市（或再之前的壬生川町）中心車站，停靠各等級列車。
車站入口旁放置了一座由東予市所豎立的一座紀念碑，用來紀念近代女作家林芙美子的，林芙美子並非出生於四國，但其生父宮田麻太郎卻是當地人，紀念碑上刻上了他於大正13年（1924年）寫給林芙美子的家書的末端部份，並在車站牆壁上貼上了家書的全文。

## 車站結構
設有單層木製站舍一座，規模與伊予三芳站相同，也是極少數能保留原有規模至今的車站（不少車站現時兩側突出的部份已被全部或部份拆去）。站舍中央為玄關口及閘口；右側為候車大堂及JR四國子公司四國便利商店，左側為附設綠窗口及自動售票機的站務室；至於國鐵時代原作為職員宿舍的最左側，則改為商店，現時由麵包連鎖焦團Little Mermaid （页面存档备份，存于）進駐。站內及站外洗手間則位於便利店旁的獨立建築物。
設有側式月台及島式月台各1個，共提供2面3線的配置。1號月台為主軌道，所有特急列車及大部份普通列車均使用本月台；2號月台為副主線，3號月台為側線，2個月台均只於避車或交換列車時使才用。1,2號月台的有效長度為8輛，而3號月台則為6輛。月台之間以行人天橋連接，輪椅使用者亦可利用月台末端向玉之江站方向的無障礙斜道及平交道前往不同的月台，但因側式月台和島式月台為不對稱排列，1號月台沿斜道離開月台後，需再向前行約50米才到達平交道口。
島式月台上設有約1節車廂長度的有蓋候車亭，以及1座約1節車廂長度的開放式候車小屋。
兩邊離站後均設有緊急轉轍器及路軌，而3號月台旁邊另設有側線1條。

### 月台配置
| 月台 | 路線    | 方向 | 目的地                                           | 備註                         |
| ---- | ------- | ---- | ------------------------------------------------ | ---------------------------- |
| 1    | ■予讚線 | 上行 | 新居濱、伊予西條、觀音寺、多度津、高松、岡山方向 | 所有特急列車及大部份普通班次 |
| 1    | ■予讚線 | 下行 | 今治、松山、伊予市、宇和島方向                   | 所有特急列車及大部份普通班次 |
| 2    | ■予讚線 | 下行 | 松山方向                                         | 部份普通列車                 |
| 3    | ■予讚線 | 上行 | 多度津、伊予西條方向                             | 部份普通列車                 |
| 3    | ■予讚線 | 下行 | 松山、伊予市方向                                 | 少部份普通列車               |

## 歷史
- 1923年5月1日：讚岐線由伊予西條站伸延至本站，設站[6]。
- 1987年4月1日：日本國鐵分割民營化，車站經營權由JR四國繼承。

## 使用人數
| 乗車人員推算 | 乗車人員推算 | 乗車人員推算 |
| 年度         | 1日平均人數  |              |
| ------------ | ------------ | ------------ |
| 2006         | 688          |              |
| 2007         | 699          |              |
| 2008         | 681          |              |
| 2009         | 663          |              |
| 2010         | 663          |              |
| 2011         | 727          |              |
| 2012         | 748          |              |
| 2013         | ---          |              |

## 相鄰車站
四國旅客鐵道（JR四國）
■予讚線
玉之江（Y35）－壬生川（Y36）－伊予三芳（Y37）

## 外部連結
- JR四國壬生川站公式網頁。（日語）